# Ruggero Puletti
Ruggero Puletti (ur. 10 marca 1924 w Umbertide, zm. 4 grudnia 2003) – włoski polityk, literaturoznawca i dziennikarz, poseł do Parlamentu Europejskiego I kadencji.

## Życiorys
Zawodowo zajął się badaniami naukowymi nad literaturą włoską. Objął funkcję kierownika katedry historii literatury włoskiej na Università per Stranieri di Perugia. Opublikował kilkanaście książek o tej tematyce, a także kilka autorskich powieści, autobiografie oraz prace na temat polityki. Był redaktorem naczelnym gazety „L'Umanità” (1977–1984), został zastępcą redaktora naczelnego „L'Avanti!”. Współpracował też z czasopismami „Quaderni Radicali” i „Mondo Sociale”.
Zaangażował się w działalność polityczną w ramach Włoskiej Partii Socjaldemokratycznej, został zastępcą jej sekretarza generalnego. Z jej listy w 1979 wybrano go posłem do Parlamentu Europejskiego. Przystąpił do frakcji socjalistycznej, należał do Komisji ds. Polityki Regionalnej i Planowania Regionalnego.